# Breña Baja
Breña Baja é um município da Espanha na província de Santa Cruz de Tenerife, comunidade autónoma das Canárias. Tem 14,2 km² de área e em 2021 tinha 5 866 habitantes (densidade: 413,1 hab./km²).

## Demografia
| Variação demográfica do município entre 1991 e 2004 | Variação demográfica do município entre 1991 e 2004 | Variação demográfica do município entre 1991 e 2004 | Variação demográfica do município entre 1991 e 2004 |
| --------------------------------------------------- | --------------------------------------------------- | --------------------------------------------------- | --------------------------------------------------- |
| 1991                                                | 1996                                                | 2001                                                | 2004                                                |
| 3354                                                | 3746                                                | 3621                                                | 4186                                                |